# Сант'Елия Фиумерапидо
Сант'Елѝя Фиумера̀пидо (на италиански: Sant'Elia Fiumerapido) е градче и община в Централна Италия, провинция Фрозиноне, регион Лацио. Разположено е на 120 m надморска височина. Населението на общината е 6283 души (към 2010 г.).